# Kastlijntje
Het kastlijntje is een typografisch element in de vorm van een horizontaal streepje (—). Het wordt soms gebruikt voor het weergeven van een gedachtestreepje.
Het kastlijntje wordt in lopende tekst niet vaak hiervoor gebruikt, omdat het nogal lang is. Als gedachtestreepje wordt meestal een half kastlijntje (–) gebruikt, dat half zo lang is als het kastlijntje. Het halve kastlijntje moet niet verward worden met het minteken (−).

## Naam
In de tijd dat men loden letters gebruikte, werd een liggend streepje kastlijntje genoemd als dat op een staafje lood was aangebracht dat net zo dik was als het korps. Bij korps 12 is het kastlijntje dus 12 punten lang.
Met name in teksten over computertoepassingen worden ook wel de Engelse termen gebruikt: em dash (kastlijntje) en en dash (half kastlijntje). De namen em en en stammen uit de tijd dat de hoofdletter M, als breedste letter, de volledige breedte van een vierkant letterstaafje innam, en de kleine letter n ongeveer half zo breed was. Dit is de reden dat de em als maateenheid even lang is als het korps.

## Digitaal
De klassieke ASCII-tekenreeks bevat geen kastlijntje. Vaak behelpt men zich in dat geval met de divisie (-).
Het halve en hele kastlijntje zijn opgenomen in Unicode als respectievelijk U+2013 en dash en U+2014 em dash. In HTML zijn er de codes &ndash; en &mdash;.
Onder Windows kunnen ze met de toetscombinaties Alt+0150 en Alt+0151 rechtstreeks ingevoerd worden, waarbij de cijfers van het numerieke toetsenbord gebruikt worden. Een andere manier is door AltCtrl- in te drukken.
Het hele kastlijntje kan op een Macintosh-computer ingetypt worden met Option⇧ Shift-, het halve kastlijntje met Option-.
In de tekstverwerker Microsoft Word wordt het halve kastlijntje gemaakt met de combinatie van de Ctrl-toets en het min-teken van het numerieke toetsenbord.

## Toepassing
Het kastlijntje en het halve kastlijntje worden gebruikt:
- als gedachtestreepje[2]
en daarom – voor we elkander weer vergeten – 
laten we zacht zijn voor elkander, kind.
- ter inleiding van een directe rede, in plaats van aanhalingstekens. Dit is niet de gebruikelijke vorm in het Nederlands; hij wordt meestal toegepast in romans met veel dialogen:
– Huil je? vroeg ze.
– Nee, hoezo?
– Jawel, je huilt wél!
In het Engels is het gebruik van het kastlijntje in dialogen wel gebruikelijk.[2]

In bovenstaande gevallen wordt het (halve) kastlijntje door spaties omgeven. Sommige tekstverwerkers wijzigen een kort streepje automatisch in een kastlijntje als het streepje omringd wordt door spaties.
Kastlijntjes zonder spaties worden gebruikt bij de volgende toepassingen:
- bij aanduidingen van een tijdsperiode of een ander bereik
1933–2011
12.00–17.00 uur
10–12 °C
€ 600–800
de spoorlijn Chur–Arosa
- bij sportuitslagen
3–0
- bij geldbedragen
€ 125,–

Bij negatieve getallen kunnen spaties de leesbaarheid vergroten: −40 – 85 °C.
Het koppelteken, het weglatingsstreepje en het afbreekteken worden niet door een kastlijntje weergegeven maar door het kleinste streepje dat de zetter tot zijn beschikking heeft: de divisie.